# Fraser Clarke Heston
Fraser Clarke Heston (* 12. Februar 1955 in Los Angeles, Kalifornien) ist ein US-amerikanischer Filmregisseur, Drehbuchautor und Filmproduzent.

## Leben
Fraser Heston ist der Sohn des Filmschauspielers Charlton Heston und dessen Frau Lydia Clarke. Im Alter von einem Jahr war er 1956 als Säugling Mose in Cecil B. DeMilles Die Zehn Gebote zu sehen.  Dies blieb bis heute Fraser Hestons einziger Auftritt vor der Filmkamera. Sein Vater verkörperte bei dem Film den erwachsenen Mose.
1972 begann er seine eigentliche Filmkarriere als Regieassistent seines Vaters bei dem Film Antonius und Cleopatra. Seit 1980 schreibt Heston Drehbücher. Sein Regiedebüt gab er 1982 mit Goldfieber.
Fraser C. Heston ist verheiratet und hat einen Sohn, John Alexander Clarke Heston.

## Filmografie
D = Drehbuch, P = Produktion; R = Regie
- 1980: Duell am Wild River (The Mountain Men) (D)
- 1982: Goldfieber (Mother Lode) (D, P)
- 1988: A Man for All Seasons (P)
- 1990: Die Schatzinsel (Treasure Island) (D, R)
- 1991: The Crucifer of Blood (D, P, R)
- 1993: In einer kleinen Stadt (Needful Things) (R)
- 1996: Alaska – Die Spur des Polarbären (Alaska) (R)
- 1997: Charlton Heston presents The Bible (P)
- 2003: Ben Hur (Zeichentrickfilm) (P)